# Islas ABC
Las islas ABC son un grupo de islas pertenecientes al Reino de los Países Bajos, localizadas en la parte sur del arco antillano. De occidente a oriente están conformadas por Aruba, Curazao y Bonaire, de cuyas iniciales provienen las siglas ABC.
Las islas ABC son las más occidentales de las Antillas Menores y se encuentran ubicadas frente a la costa del Estado Falcón de Venezuela. A diferencia del Caribe Neerlandés, Aruba y Curazao poseen un estatus especial y de autogobierno.